# Pădureni (okręg Bihor)
Pădureni – wieś w Rumunii, w okręgu Bihor, w gminie Viișoara. W 2011 roku liczyła 2 mieszkańców.